# 武安公主 (晉朝)
武安公主（?—?），中国西晋武帝司马炎之女，寵妃胡贵嫔所生。
武安公主的母亲是寵妃胡贵嫔。胡贵嫔受到晋武帝的宠爱，生下女兒武安公主。之後武安公主嫁给了温羡的儿子温裕，在八王之乱中，永嘉五年（311年），苟晞上奏东海王司马越的军队“广平、武安公主，先帝遗体，咸被逼辱”。

## 传记资料
1. ↑  《晉書 卷三十一 列傳第一 胡貴嬪傳》：胡貴嬪名芳。父奮，別有傳。……芳生武安公主。
2. ↑  《晉書 卷四十四 列傳第十四 温羡傳》：裕字敬嗣，尚武安长公主，官至左光禄大夫。
3. ↑  《晉書 卷六十一 列傳第三十一 苟晞傳》